# شاهزاده شیگه‌هیتو
شاهزاده شیگه‌هیتو (به ژاپنی: 重仁親王) پسر ارشد امپراتور سوتوکو بود. در سال ۱۱۵۵ در مورد جانشینی امپراتور کونوئه (هفتاد و ششمین امپراتور) که در سن هفده سالگی درگذشته بود، بین خاندان سلطنتی اختلاف رخ داد. پدر امپراتور درگذشته امپراتور توبا پسر دیگرش امپراتور گو شیراکاوا را به منصب امپراتوری رساند اما پسر ارشدش امپراتور سوتوکو با این انتخاب مخالف بود و خواستار بر تخت نشستن پسرش شاهزاده شیگه‌هیتو بود.